# 地理信息科学
地理信息科學（英語：geographic information science，簡稱）是由卫星导航系统（GNSS）、地理信息系统（GIS）、遥感（RS）、计算机技术和数字传输网络等一系列现代技术高度集成，并在信息科学与地球系统科学交叉基础上形成的，以信息流为手段，研究地球系统内部物质流、能量流和人流运动规律的一门应用科学。地理信息科学的概念由美籍英裔地理学家迈克尔·弗兰克·古德柴尔德于1992年提出，他提出其研究的核心問題有空間分析、視覺化，以及對不確定性的表達。
地球信息科学的研究对象是地球系统，应用信息论、控制论和系统论来研究地球系统就形成了地球信息科学的方法论。
与地理信息系统相比，他更加侧重与将地理信息作为一门科学，而不仅仅是一门技术实现，主要研究：分布式计算、地理信息的认知、地理信息的互操作、比例尺、空间信息基础设施的未来、地理数据的不确定性和基于GIS的分析、GIS和社会、地理信息系统在环境中的空间分析、空间数据的获取和集成等等。地理信息科学在对地理信息技术研究的同时，还强调了支持地理信息技术发展的基础理论研究的重要性。